# Paradise Valley (álbum)
Paradise Valley é o sexto álbum de estúdio do músico estadunidense John Mayer, lançado no dia 20 de agosto de 2013 através da gravadora Columbia Records. Mayer confirmou a produção do disco em 2 de maio de 2013, através de sua conta oficial na rede social Tumblr. Derivado do blues rock, o material foi produzido por Don Was e por "Mayer" e terá sua divulgação realizada durante a Born and Raised World Tour.
O primeiro single extraído de Paradise Valley é "Paper Doll", lançado mundialmente em 18 de junho de 2013. A faixa foi bem recebida pela crítica contemporânea e estreou na posição de número 77 da Billboard Hot 100.

## Antecedentes e desenvolvimento
O anúncio de que Paradise Valley estava sendo produzido foi feito pelo próprio Mayer através de sua conta oficial na rede social Tumblr, em 2 de maio de 2013. Ele escreveu: "Novo álbum nesse verão... Não é um 'adicional' do Born and Raised... [Mas sim] Um novo conjunto de canções para renovar tudo para o verão de 2013. Eu tenho aquela voracidade que sempre precede algo significativo." Em uma entrevista concedida a Billboard meses antes, o cantor havia afirmado que estava trabalhando em um tipo de country que definiu como "aberto e ácido". Sobre as inspirações para as novas composições, ele disse estar "compondo canções para o palco - que podem durar 15 minutos se você quiser, ou apenas 5".
No final do mês de maio de 2013, Mayer começou a partilhar os bastidores da produção do disco com o público através de suas redes sociais (que tiveram um importante papel na divulgação, visto pelo uso da hashtag #MayerIsBack (#MayerEstáDeVolta) no Twitter, por exemplo). Alguns vídeos mostrando o processo de gravação foram divulgados, assim como fotos. O material foi gravado simultaneamente ao anúncio de uma nova turnê mundial, que terá início em julho e contará com as participações de Phillip Phillips e do grupo Needtobreathe. Em 18 de junho de 2013, foi liberada a primeira faixa do disco, "Paperdoll". No mesmo dia, um lyric video com a participação da criadora do prancercise (exercício físico que imita os trotes de um cavalo) Joanna Rohrback foi postado no canal oficial do cantor no YouTube. Além do lyric video, Mayer divulgou a capa e a data de lançamento do disco, que ficou marcada para 13 de agosto do mesmo ano. No dia 1º de julho, a lista de faixas contida no álbum foi divulgada. Dias depois, a data do lançamento foi adiada para a semana seguinte, no dia 20.

## Divulgação
O álbum será divulgado por Mayer durante a Born and Raised World Tour, turnê mundial que terá início em 6 de julho de 2013. A digressão também irá promover o álbum anterior do cantor, Born and Raised, já que este não foi divulgado após seu lançamento devido a problemas de saúde enfrentados pelo cantor na época. Até o momento, foram anunciados shows na América do Norte, Europa e América do Sul, sendo esta última região marcada por shows em São Paulo e no Rio de Janeiro em uma participação no Rock in Rio'.

## Lista de Faixas
A lista de faixas foi divulgada no dia 1º de julho de 2013.
| Edição Padrão  |                                            |                        |                     |         |  |
| N.º            | Título                                     | Compositor(es)         | Produtor(es)        | Duração |  |
| 1.             | "Wildfire"                                 | John Mayer             | John Mayer; Don Was | 4:15    |  |
| 2.             | "Dear Marie"                               | John Mayer             | John Mayer; Don Was | 3:45    |  |
| 3.             | "Waitin' on the Day"                       | John Mayer             | John Mayer; Don Was | 4:35    |  |
| 4.             | "Paper Doll"                               | John Mayer             | John Mayer; Don Was | 4:20    |  |
| 5.             | "Call Me the Breeze"                       | J.J. Cale              | John Mayer; Don Was | 3:27    |  |
| 6.             | "Who You Love (feat. Katy Perry)"          | John Mayer, Katy Perry | John Mayer; Don Was | 4:13    |  |
| 7.             | "I Will Be Found (Lost at Sea)"            | John Mayer             | John Mayer; Don Was | 4:04    |  |
| 8.             | "Wildfire (feat. Frank Ocean)"             | Christopher Breaux     | John Mayer; Don Was | 1:28    |  |
| 9.             | "You're No One 'Til Someone Lets You Down" | John Mayer             | John Mayer; Don Was | 2:48    |  |
| 10.            | "Badge and Gun"                            | John Mayer             | John Mayer; Don Was | 3:15    |  |
| 11.            | "On the Way Home"                          | John Mayer             | John Mayer; Don Was | 4:00    |  |
| Duração total: | Duração total:                             | Duração total:         | Duração total:      | 40:00   |  |

## Desempenho nas tabelas musicais

### Posições
| Tabela (2013)                                | Melhor posição |
| -------------------------------------------- | -------------- |
| Alemanha (Media Control Charts)              | 17             |
| Austrália (ARIA Charts)                      | 1              |
| Áustria (Ö3 Austria Top 40)                  | 13             |
| Bélgica (Ultratop Flandres)                  | 17             |
| Bélgica (Ultratop Valônia)                   | 33             |
| Canadá (Billboard)                           | 1              |
| Dinamarca (Tracklisten)                      | 1              |
| Espanha (PROMUSICAE)                         | 17             |
| Estados Unidos (Billboard 200)               | 2              |
| Finlândia (Suomen virallinen lista)          | 8              |
| França (SNEP)                                | 66             |
| Irlanda (IRMA)                               | 7              |
| Itália (FIMI)                                | 14             |
| Noruega (VG-lista)                           | 2              |
| Países Baixos (Dutch Charts)                 | 1              |
| Polónia (ZPAV)                               | 18             |
| Portugal (Associação Fonográfica Portuguesa) | 10             |
| Reino Unido (UK Albums Chart)                | 4              |
| Suécia (Sverigetopplistan)                   | 9              |
| Suíça (Schweizer Hitparade)                  | 4              |